# Молодёжный проспект
Молодёжный проспект — улица в Автозаводском районе Нижнего Новгорода; соединяет площадь Киселёва со станцией Петряевка Горьковской железной дороги.
Протяжённость составляет 4040 метров. Ранее проспект Молодёжный носил имя А. А. Жданова.
В самом начале проспекта в 1970—1990 годах находился Дворец Культуры Школьников (в настоящее время здание реконструировано и в нём располагается ТЦ «Звезда»).

## Транспорт
Автобусы:
- 15 Петряевка — А/В «Щербинки»
- 54: Метро «Автозаводская» — ГСХП Доскино
- 56: Красное Сормово — Аэропорт
- 315: посёлок Ивановка — станция метро «Автозаводская»

Маршрутные такси:
- 37: Петряевка — площадь Горького
- 59: Красное Сормово — Петряевка
- 79: Петряевка — А/В «Щербинки»
- 307: Метро Автозаводская — 8 микрорайон (г. Дзержинск)

Трамвай:
- 417: 52 квартал — Московский вокзал

## Галерея

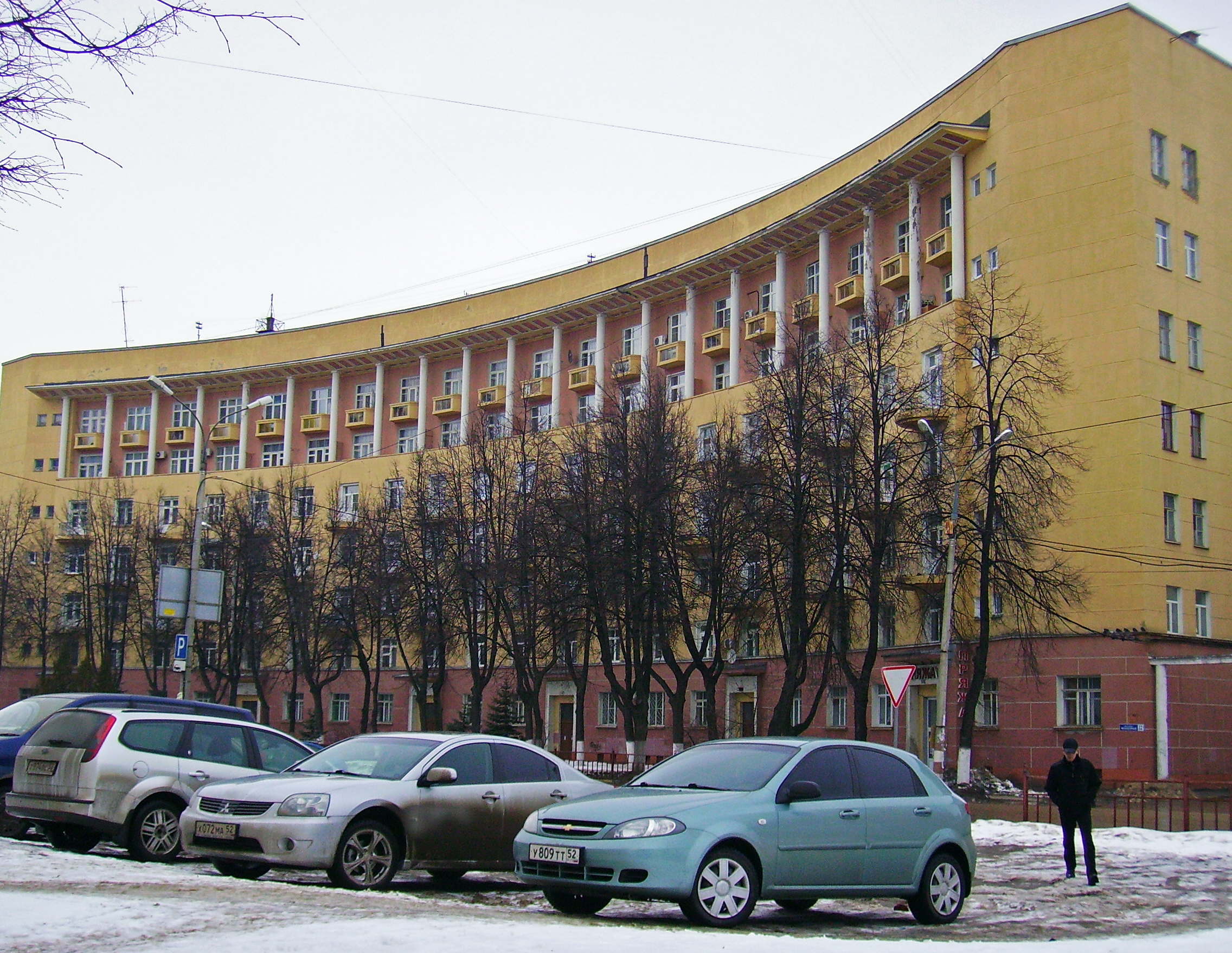
Радиусный дом (1935 года постройки) (Молодёжный проспект, 32)
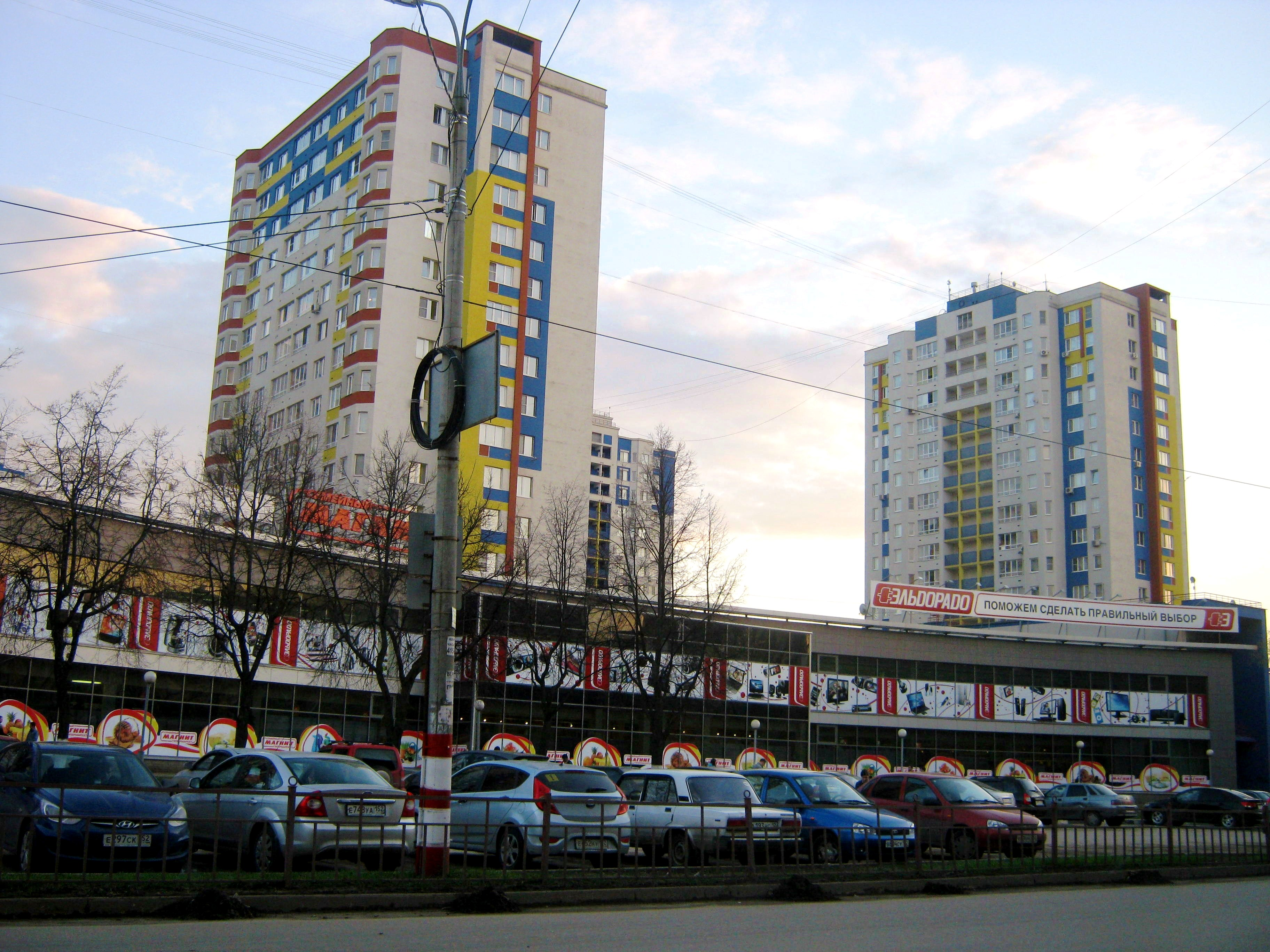
Универсам «Магнит» и новостройки (Молодёжный проспект, 33 и 35)